# متلب داکشین
متلب داکشین (به لاتین: Matlab Dakshin) یک منطقهٔ مسکونی در بنگلادش است که در ناحیه چاندپور واقع شده‌است. متلب داکشین ۱۳۱٫۶۹ کیلومتر مربع مساحت و ۲۰۷٬۶۱۱ نفر جمعیت دارد.